# 미즈사와 나코
미즈사와 나코 (水沢奈子, 1993년 10월 1일 ~ )는 일본의 영화배우이다. 2007년 일본 TBS 드라마 《꽃보다남자 리턴즈》로 데뷔했다. 포스터 소속.

## 참가 작품

### 영화
- 《타마미 - 아기의 저주》 (2008)
- 《마이 마이 신코 이야기》 (2009)
- 《서랍 속의 러브레터》 (2009)
- 《도쿄 잔혹 학교》 (2009)
- 《아바타》 (2011)
- 《키시베 도시 기담 ~ 탐방 편 ~》 (2012)
- 《괴특탐 KAITOKUTAN 키시 베 도시 기담》 (2013)

### 방송
- 《스미레 16세!!》 (2008)
- 《소일》 (2010)
- 《뮤즈의 거울》 (2012)